# Cerkiew Ikony Matki Bożej „Hodigitria” w Mušutište
Cerkiew Ikony Matki Bożej „Hodigitria” – prawosławna cerkiew w Mušutište, wzniesiona w I poł. XIV w. i zniszczona w 1999. Do momentu zniszczenia należała do eparchii raszko-prizreńskiej Serbskiego Kościoła Prawosławnego.

## Historia
Cerkiew została wzniesiona z fundacji Jovana Dragoslava, zarządcy dworu cara Serbii, i jego rodziny. O jej wzniesieniu w 1315 świadczyła inskrypcja nad zachodnim portalem. W XIX w. budynek był remontowany. W 1999 świątynia została zniszczona przez kosowskich partyzantów domagających się niepodległości Kosowa, podobnie jak około setki serbskich cerkwi prawosławnych w regionie. Według innego źródła budynek został wysadzony w powietrze, a następnie całkowicie ograbiony i zrujnowany przez miejscową ludność albańską już po wkroczeniu do miejscowości niemieckich żołnierzy KFOR i ewakuacji społeczności serbskiej. Spalono również dom proboszcza i dom parafialny, pozostała jedynie dzwonnica.

## Architektura
Cerkiew wzniesiona była na planie krzyża z jedną, podtrzymywaną przez cztery filary kopułą. W jej wnętrzu znajdowała się bogata dekoracja malarska, która do końca XX w. dotrwała jedynie we fragmentach. Przed 1999 w pomieszczeniu ołtarzowymi widoczne były cztery freski z postaciami świętych biskupów, w tym jedno z najstarszych wyobrażeń Klemensa Ochrydzkiego, jak również wizerunki Świętych Niewiast Niosących Wonności, św. Teodora Tyrona, św. Teodora Stratylatesa, św. Pantelejmona oraz aniołów w północno-zachodnim narożniku nawy. Dekoracja malarska najprawdopodobniej powstała bezpośrednio po zakończeniu prac nad budową cerkwi, do 1320 i wyróżniała się wysokim poziomem artystycznym. Na wyposażeniu świątyni były również dwie ikony z 1603, przedstawiające Matkę Bożą i Chrystusa.